# 폴커크 전투
폴커크 전투(스코틀랜드 게일어: Blàr na h-Eaglaise Brice)는 1298년 7월 22일 일어났으며, 제1차 스코틀랜드 독립 전쟁의 주요한 전투 중 하나이다. 잉글랜드의 에드워드 1세(Edward I of England)가 지휘하는 잉글랜드군은 윌리엄 월리스(William Wallace) 휘하의 스코틀랜드군을 격파하였다. 그러나 에드워드 1세는 이 전투에서 승리하였음에도 불구하고 전역(campaign)을 치르면서 그의 전력이 많이 악화되었기 때문에 완벽하게 스코틀랜드를 제압하는 데에는 실패하였다.

## 서막
잉글랜드의 에드워드 1세는 스털링 다리 전투에서 북방을 담당한 잉글랜드 군대가 스코틀랜드 군에게 패했다는 소식을 알았을 때 플랑드르에서 프랑스군과 싸우고 있던 중이었다. 단려왕 필리프(Philip the Fair)와 평화조약을 체결한 후 에드워드 1세는 1298년 3월에 잉글랜드로 돌아왔고, 즉각적으로 스코틀랜드에 대한 2차 원정을 준비하기 시작했다. 스코틀랜드 원정의 준비과정으로 에드워드는 정부의 중심관청들을 요크(York)로 이전하였고, 이렇게 요크가 임시수도 역할을 맡게 된 것은 향후 6년간 계속되었다. 4월 전쟁위원회가 요크에서 열려 스코틀랜드 공략을 위한 세부사항을 결정하였다. 스코틀랜드의 유력인사들이 이 전쟁위원회에 참석하도록 초청되었으며, 불참자는 잉글랜드와 적대하는 자들이라고 선언되었다. 에드워드는 그의 군대에 6월 25일 록스버러(Roxburgh)에 집결하라는 명을 내렸다. 에드워드가 모집한 군대의 규모는 대단했는데 장궁(longbows)을 사용하는 웨일스 인들을 포함한, 2,000명 이상의 기병과 12,000명 이상의 보병대로 구성되어 있었다.
7월 초순 에드워드가 지휘하는 잉글랜드군은 북쪽으로 진군하기 시작했다. 그러나 상황은 잉글랜드 군에게 유리하게 돌아가지 않았다. 이제 스코틀랜드의 수호자(Guardian of Scotland)가 된 윌리엄 월리스는 침략군의 보급을 저지하기 위해 초토화 작전을 명했다. 스코틀랜드군은 일부러 퇴각을 개시하여 잉글랜드 군으로 하여금 황량하고, 그들에게 적대적인 영토 깊숙이 끌어들였다. 에드워드왕의 보급함대는 기상 상태가 악화되어 출항이 연기되었으며, 잉글랜드군이 스코틀랜드의 중심부로 진입했을 때 거의 굶주리는 상태였다. 특히 웨일스 보병대가 심하게 동요하였다. 잉글랜드 군이 에딘버러(Edinburgh) 근교의 리스톤 사원(Temple Liston)에 진을 치는 동안 웨일스 보병대는 폭동을 일으켰고, 이는 잉글랜드 기병대에 의해 진압되어 80명의 웨일스 병사가 살해당했다. 에드워드는 불명예스러운 퇴각을 해야만 할 처지에 놓였고, 만약 이렇게 퇴각하게 된다면, 후에 왕위를 계승한 그의 아들은 이 스코틀랜드 원정을 주된 과제로 삼아야 할 것이다. 잉글랜드 군이 에든버러에서 퇴각을 하려는 바로 그 때, 에드워드 1세는 윌리엄 월리스가 겨우 13 마일 떨어진 폴커크 근교의 칼렌더(Callendar) 숲에서 퇴각하는 잉글랜드군을 추격할 준비를 하고 있다는 정보를 얻게 되었다. 에드워드 1세는 기뻐하며 말했다. "신이 살아계시기 때문에....그들은 나를 추격할 필요가 없음에도 불구하고, 이로 인해 나는 오늘 그들과 싸울 수 있게 되었다"

## 전투
스코틀랜드 군은 스틸링에서 그러했던 것처럼 창병으로 밀집 진형을 구성했던 것처럼 쉴트런(schiltrons)으로 알려진 4개의 잘 무장된 고슴도치 형태의 진형을 구성했다. 바깥을 향해 있는 다양한 길이의 장창은 이 진형을 무시무시하고, 쉽게 돌파할 수 없는 듯 하게 보이도록 만들었다. 스킬리톤 사이에는 장궁을 사용하는 궁수들이 배치되었으며, 후방에는 코민스(Comyns)와 다른 스코틀랜드 유력자들로부터 지원을 받은 소규모 중무장 부대(men-at-arms)가 배치되었다.
7월 22일 화요일, 잉글랜드 기병대는 4개의 부대로 나뉘어, 교묘히 도망치던 그들의 적들을 결국 시야에 포착했다. 좌익은 노포크(Norfolk)와 헤리퍼드(Hereford), 그리고 링컨(Lincoln)의 백작이 지휘를 맡았다. 우익은 더럼의 주교 안소니 베크(Anthony Bek, Bishop of Durham)가 맡았고 중앙은 왕 자신이 선봉과 조금 거리를 둔 후방에 위치에서 지휘를 하였다. 한번 적을 발견하자 노포크 백작과 그의 동료들은 즉각적으로 공격을 시작했으나, 스코틀랜드 보병대 앞에 있는 소택지대와 마주치고는 월리스 군의 우익과 교전을 하기 위해 서쪽으로 긴 우회를 해야만 했다. 베크는 왕이 자신이 친히 지휘하는 군대가 진형을 짜도록 시간을 주기 위하여 자신의 휘하 부대들이 공격하는 것을 지연하려 하였으나, 그가 지휘하는 인내심 없는 기사들은 좌익에 있는 그의 전우들의 즉각적인 공격에 가담하길 원했고, 결국 베크 자신 역시 이에 설복되었다. 잘 정렬되지 못하고 무분별하게 질주하던 기병들이 좌익과 우익에서 스코틀랜드 군에 접근했다. 대지는 쉴트런이 기병대의 공격으로부터 자신들을 떠받치고자 했을 때 이 충격으로 요동쳤다. 낮게 겨눠진 렌스와 전투마의 모습은 포티 출신과 스코틀랜드 기병대들에게 너무 많게 느껴졌고, 결국 이들은 등을 돌려 퇴각하기에 이르렀다. 그들의 위치를 고수하며 하이 스튜어트(High Stewart)의 어린 동생 존 스튜어트 경(Sir John Stewart)의 지휘를 받고 있던 스코틀랜드 궁수들은 빠르게 격파 당했다. 그러나 쉴트런은 자신의 위치를 고수하며 기병대의 돌격을 무사히 넘겼다. 기사들은 밀집한 창의 요새에 별 감흥을 느끼지 못한 채 막무가내로 돌격하였고, 결국 이 장창들에 의해 위험에 처했다. 많은 수의 기사들이 그들의 말 아래에서 전사하였다. 에드워드 1세는 이때 도착하여 그의 기병대가 궤멸하는 모습을 보았고, 재빨리 궤주하는 군대를 수습하였다. 기사들은 퇴각명령을 받았고, 에드워드는 워릭 백작(Earl of Warwick)이 1295년 마에스 마도그 전투(Battle of Maes Madog)에서 웨일스 장창병들을 궤멸시킬 때 사용했던 전술을 준비하기 시작했다.
피비린내 나는 전투는 이제 잉글랜드의 장창병과 스코틀랜드 보병대 사이에서 벌어졌으며, 스코틀랜드 군의 우위로 진행되고 있었다. 그러나 그들의 우위에도 불구하고 쉴트런은 고립되었고, 정적이고 방어적인 형태에 갇혀버렸다. 에드워드의 궁수들은 위치를 잡고 활을 난사하기 시작했다. 석궁병과 슬링 샷을 쏘는 병사들의 공격과 함께 화살의 비가 내렸다. 쉴트런은 쉬운 타겟이 되었는데, 이들은 방어도구도 엄폐물도 없었기 때문이다. 퇴각할 수도, 공격할 수도 없는 상태에서, 전투는 첫 번째 화살이 쏘아져 내렸을 때 이미 스코틀랜드의 패배로 결정되었다. 기병대는 이때 전장의 관망하고 있던 에드워드 1세의 명령으로, 스코틀랜드 군의 진형이 그들이 충분히 돌파할 정도로 벌어질 때까지 대기하다가 돌격하여 스코틀랜드 군을 분쇄하였다. 많은 스코틀랜드 군이 죽었는데 그 중에는 파이프 백작(Earl of Fife)의 아들 맥더피(Macduff)도 포함되어 있었다. 월리스를 포함한 생존자들은 가능한 한 빠른 속도로 도망쳤고, 거의 톨우드(Torwood) 숲에 이르러서야 추격자들을 따돌릴 수 있었다. 월리스의 군대는 약 6천이었으며, 3분의 1이 전사하고, 3분의 1이 낙오하였으며. 월리스에게는 오직 3분의 1정도 되는 잔여병력만 남았다고 한다. 역사가 마이클 프레스트위치(Michael Prestwich)는 "잉글랜드 군의 월급에 관한 자료를 보면, 잉글랜드 보병대의 사상자는 2천에 이른다."고 지적한다. 이는 쉴트런이 최종적으로 퇴각할 때까지 얼마나 강력한 위력을 보여줬는지 증명해준다.
폴커크 전투는 장궁의 위대한 승리였다.

## 영향
폴커크 전투는 미래의 승리를 이끌어낸 씨앗이 되었다는 점을 포함해 잉글랜드의 완벽한 승리였다. 거만하고 훈련 안 된 기사들은 막심한 피해를 입었다. 전쟁은 하나의 직업적인 사업이 되었으며, 막무가내 식 돌격은 이제 시대의 뒤안길로 사라져 가기 시작했다. 용감함은 조직력과 훈련에 적합하지 않았다. 무엇보다도 전투에서 효과적인 명령을 수행하는 능력이 결정적이었다. 에드워드 1세는 폴커크에서 성공했으나 같은 상황에 처한 에드워드 2세는 배넉번(Bannockburn)에서 이에 대응하는데 실패하고, 격파 당했다.
폴커크는 던바(Dunbar)전투에 비해 결정적인 전투는 아닌 것으로 여겨진다. 비록 월리스의 신뢰도는 낮아졌지만, 스코틀랜드 왕국은 월리스의 초토화전술로 인해 정복되지 않았기 때문이다. 에드워드 왕의 군세는 배고픔과 질병으로 많이 약화되었고 더 이상 전역을 진행시킬 수 있는 상황이 아니었다. 에드워드 왕은 칼라일(Carlisle)로의 퇴각을 명했고, 이곳에서 병사들과 함께 지내면서 다음원정을 준비하려 했으나, 더럼에서 파견된 베크의 분견대의 대부분을 포함한 많은 병사들이 이탈하였다. 왕은 스코틀랜드의 남은 영토들을 차지할 수 있다는 미끼를 걸어 이탈을 막아보고자 하였으나, 이는 소란스런 말다툼만을 야기했을 뿐이었다. 에드워드는 비록 그 해 말까지 국경선 근처에 있었지만, 그의 군대 대다수를 잃지 않으려면 선택의 여지가 없었다. 에드워드는 남쪽으로 돌아간 후에 그의 봉신들의 불성실함이 폴커크의 열매를 그에게서 빼앗아 갔다고 여겼다.
폴커크에서 월리스가 겪은 패배는 스코틀랜드 독립 전쟁의 소위 말하는 "민중적" 국면이 종료되고, 독립 전쟁의 주도권이 전통적인 귀족들의 손에 넘어간 것을 뜻했다. 스코틀랜드에서 독립을 위한 힘을 가지지 못한 위대한 영웅은 스코틀랜드의 수호자 직을 사직하고, 해외를 여행하면서 프랑스의 왕과 교황청의 지원을 이끌어 내려고 하였다. 월리스는 지명수배자가 되어 1305년 잡혀서 처형당할 때까지 약 7년 동안 역사의 전면 밖에서 도망쳐 다녔다.

## 참고 문헌
- Bain, J., The Edwards in Scotland, 1296-1377, 1961.
- Barrow, G. W. S. Robert Bruce and the Community of the Realm of Scotland, 1976
- Barron, E. M. The Scottish War of Independence, 1934.
- Morris, J. E. The Welsh Wars of Edward I, 1994.
- Nicholson, R. Scotland-the Later Middle Ages, 1974.
- Oman, C., The Art of War in the Middle Ages, 1898.
- Prestwich, M., Edward I, 1988.